# David VIII de Géorgie
Pour les articles homonymes, voir David.
David VIII ou VI de Géorgie (en géorgien : დავით VIII, Davit VIII) est un roi de Géorgie de 1292 à 1301, co-roi de 1291 à 1292 et de 1301 à 1310.  

## Biographie
Fils aîné du roi Démétrius II de Géorgie et de sa première épouse, la fille de l'empereur Manuel Ier de Trébizonde, il est porté au trône en 1291 par le prince Tarjaidch Orbéliani, après l'exécution de son père. Il fait le voyage auprès du Grand Khan à Karakorum et participe aux campagnes des Mongols en Anatolie. Il se voit confirmer comme roi de Géorgie par les occupants à la mort de Vakhtang II de Géorgie, bien que son autorité ne s'exerce que sur l'est du pays.
Il participe également aux guerres civiles des Ilkhans mongols en soutenant Gaykhatu Khan puis Baïdou Khan. Craignant pour sa vie il refuse de suivre Ghazan Khan qui organise une révolte et contacte la Horde d'or. Les Ilkhan mongols lui opposent alors son jeune demi-frère Georges V de Géorgie, puis son propre frère Vakhtang III de Géorgie.
David VIII réussit à se maintenir au pouvoir en partageant le pays avec son frère Vakhtang III tout en défiant les Mongols jusqu'à sa mort en 1310. 

## Mariage et descendance
David VIII a épousé en 1292 la princesse mongole Oldjat, fille de l'Ilkhan Abaqa et veuve du roi Vakhtang II de Géorgie, puis en 1302 la fille du prince Ahmed Beg Orbéliani dont est issu :
- Georges VI de Géorgie.

## Sources
- Cyrille Toumanoff, Les dynasties de la Caucasie chrétienne de l'Antiquité jusqu'au XIXe siècle : Tables généalogiques et chronologiques, Rome, 1990, p. 138.
- Alexandre Manvélichvili, Histoire de la Géorgie, Nouvelles Éditions de la Toison d'Or, Paris, 1951, p. 238-239.
- Marie-Félicité Brosset, Histoire de la Géorgie depuis l’Antiquité jusqu’au XIXe siècle, v. 1-7, Saint-Pétersbourg, 1848-58 (lire ce livre avec Google Books : , ), p. 612-622.